# Američki lav
Američki lav (Panthera leo atrox), isto tako poznat kao Sjevernoamerički ili Američki pećinski lav, je izumrla zvijer iz porodice mačaka koju danas poznajemo po fosilima. Američki lav je bio endemičan u Sjevernoj Americi tijekom pleistocena.
Po svojoj veličini je sličan eurazijskom pećinskom lavu, najvećoj mački koja je ikada živjela, a bio je oko 25% veći od modernog afričkog lava.  Neke procjene govore da je težio više od 380 kilograma.

## Opis
Američki lav je izumrla životinja podrijetlom iz Sjeverne Amerike. Bio je dug između 3 i 3.7 metara, te veći od također izumrle vrste Panthera leo fossilis i od modernog sibirskog tigra.
Tjelesna struktura ovih lavova dobro je poznata. Njihovi zubi nalikuju onima kod modernih lavova, iako su znatno veći. Vrebali su jelene, sjevernoameričke konje (sada izumrli), američke bizone, mamute i ostale velike biljojede.
Proširio se iz Amerike u Aljasku i Peru te je izumro prije oko 10 000 godina.

## Popularna kultura
Američki lav je bio opisan u BBC-evim dokumentarnim serijama Ice Age Death Trap, Prehistoric America i Monster we Met, te je njegovu ulogu imao afrički lav.

## Vanjske poveznice
- American lion, by C. R. Harrington, from Yukon Beringia Interpretative Center.
- Hoyle and cavetigers  Arhivirana inačica izvorne stranice od 13. siječnja 2016. (Wayback Machine), from the Dinosaur Mailing List (Groiss).